# Friedrich Haberlandt
Friedrich Haberlandt (magyarosan: Haberlandt Frigyes) (Pozsony, 1826. február 21. – Bécs, 1878. május 1.) osztrák agrártudós, tanár. Fiai Gottlieb Haberlandt botanikus és Michael Haberlandt etnológus.

## Életpályája
Pozsonyban tanult 1845-től 1846-ig a jogakadémián, majd 1847-tól 1849-ig a Magyaróvári Gazdasági Felsőbb Magántanintézet hallgatója volt, majd 1851. október 1-től tanított ugyanezen intézetnél. Egészen 1869-ig, a magyaróvári intézetnek az alkotmányos magyar minisztérium alá jutásáig oktatott ott geometriát, matematikát, botanikát és növényélettant, majd az akkori tanárok legnagyobb részének példáját követve Ausztriába helyeztette át magát.
A szóját Európában elsőként honosította meg. Görzben az ő javaslatára 1869-ben alapított császári és királyi selyemhernyó-tenyésztési kísérleti állomás vezetője lett, majd a bécsi császári és királyi gazdasági főiskola (Hochschule für Bodenkultur) rendes tanára, majd rektora lett. Tagja lett a bécsi császári és királyi Állattani és Botanikai Társulatnak. Német nyelven megjelent művei Haberlandtot a gazdasági tanügy, növénytermelés és állattenyésztés fáradhatatlan, neves tudósának mutatják. Meghalt 1878. május 1-jén egy súlyos operáció következtében Bécsben.
Cikkei a Verhandlungen des Vereins für Naturkunde zu Pressburg c. (III. 1858. Die Wanderheuschrecken im Hanság), a Kerti Gazdaságban (1863. A selymérek foltbetegsége), a Gazdasági Lapokban (1865. A gubacslégy), az Oesterr. Botan. Zeitschriftben (XI. Von Keszthely nach Tihany) sat.

## Munkái
1. Compendium für den arithmetischen Unterricht. Mit besonderer Anwendung auf die Verhältnisse der Land- und Forstwirthschaft. Zum Gebrauche für Lehranstalten und zum Selbstunterrichte. Wien, 1858
2. Die wichtigsten Kulturpflanzen u. Unkräuter nach ihren Standorten zusammengestellt; mit einem Anhange, der die gemeinsten Hain-, Sumpf, Schutt- und Wegpflanzen enthält, mit vorzüglicher Berücksichtigung der Ung. Altenburger Phanerogamenflora und der Pflanzen des botan. Gartens der Anstalt Ung. Altenburg, nach den Standorten geordnet. Ung.-Altenburg, 1860 (névtelenül)
3. Beiträge zur Frage über die Acclimalisation der Pflanzen und den Samenwechsel. Wien, 1864
4. Die seuchenartige Krankheit der Seidenraupen. Eine Studie, gestützt auf mikroskopische Untersuchungen der gesunden and kranken Insecten...Wien, 1866
5. Neue Beiträge zur Frage über die seuchenartige Krankheit der Seidenraupen, abgeleitet aus den Ergebnissen der vergleich. Seidenraupen-Zuchten an der k. k. höheren landwirthschaftlichen Lehranstalt Ungarisch-Altenburg im 1867. Wien, 1869

Még több munkája van, melyeket azonban már külföldön írt és ott is jelentek meg.